# The Moscow Times
The Moscow Times is een onafhankelijke Engels- en Russischtalige online krant. De krant verscheen van 1992 tot 2017 in Rusland op papier en werd gratis verspreid op plaatsen die door Engelstalige toeristen en expats werden bezocht, zoals hotels, cafés, ambassades en luchtvaartmaatschappijen, en verkocht als abonnement. De krant was populair onder buitenlandse burgers die in Moskou woonden en Engelssprekende Russen. In november 2015 veranderde de krant zijn vormgeving en type van dagelijks naar wekelijks (elke donderdag verschijnend) en verhoogde deze het aantal pagina's naar 24.
De krant werd online-only in juli 2017 en lanceerde zijn Russischtalige dienst in 2020. In 2022 werd het hoofdkantoor verplaatst naar Amsterdam als reactie op de restrictieve mediawetten die in Rusland werden aangenomen na de invasie van Oekraïne. De website werd later verboden in het land.
Sommige buitenlandse correspondenten begonnen hun carrière bij de krant, zoals Ellen Barry, die later chef van het Moskou-bureau van The New York Times werd.
The Moscow Times werd door Derk Sauer opgericht om Amerikaanse en Europese expats te bereiken die zich na de val van het communisme in Moskou hadden gevestigd: "Het was een totaal andere tijd, er was geen internet en er was een enorme toestroom van westerse expats die geen Russisch spraken. In die tijd waren zij de enigen met geld in Moskou, dus The Moscow Times was een interessant medium voor adverteerders." Sauer begon in april 1991 met The Moscow Guardian, die in maart 1992 in The Moscow Times werd omgedoopt. Een jaar eerder begon hij in Moskou met Moscow Magazine, een joint venture met VNU.